# Устроне (Львувецький повіт)
Устроне (пол. Ustronie) — село в Польщі, у гміні Львувек-Шльонський Львувецького повіту Нижньосілезького воєводства.
Населення — 241 особа (2011).
У 1975-1998 роках село належало до Єленьоґурського воєводства.

## Демографія
Демографічна структура станом на 31 березня 2011 року:
|          | Загалом | Допрацездатний вік | Працездатний вік | Постпрацездатний вік |
| -------- | ------- | ------------------ | ---------------- | -------------------- |
| Чоловіки | 114     | 18                 | 86               | 10                   |
| Жінки    | 127     | 20                 | 71               | 36                   |
| Разом    | 241     | 38                 | 157              | 46                   |